# Морейра, Жуан (футболист, 2004)
Жуан Морейра Санмартин Соуза (порт. João Moreira Sanmartin Souza; род. 21 мая 2004, Сан-Паулу, Бразилия) — португальский футболист, защитник клуба «Сан-Паулу», выступающий на правах аренды за клуб «Порту B».

## Карьера

### «Сан-Паулу»
Играл в молодёжке «Сан-Паулу». В феврале 2022 года перешёл в основную команду клуба. В чемпионате Бразилии дебютировал 10 июля 2022 года в матче с «Атлетико Минейро». В Кубке Бразилии сыграл в матче против «Жувентуде». 